# Capala (montagne)
 (juin 2019).
Si vous disposez d'ouvrages ou d'articles de référence ou si vous connaissez des sites web de qualité traitant du thème abordé ici, merci de compléter l'article en donnant les références utiles à sa vérifiabilité et en les liant à la section « Notes et références ».
Capala est une montagne située dans le Massif central, dans le département de la Haute-Loire, en région Auvergne-Rhône-Alpes. Le village de Vorey est implanté aux pieds de son flanc sud-est. La montagne est connue pour son paysage, sa biodiversité et son panorama sur la vallée de la Loire.

## Géographie

### Situation, topographie
La montagne de Capala fait partie du Massif central, proche des monts du Livradois.
Elle est bordée à l'est et au sud par l'Arzon ainsi que la D 21, reliant Vorey à Bellevue-la-Montagne et à l'ouest et au nord par le ruisseau du Chambeyron et la D 26, reliant Vorey à Saint-Pierre-du-Champ,.
Au sud de Capala et de Vorey, on trouve le Barret (625 mètres d'altitude) et le suc de Cèneuil.
La quasi-totalité des sols sont boisés, et le bas du flanc sud-est est occupé par un lotissement.

### Hydrographie
Aucun cours d'eau ne naît sur la montagne. Capala est bordée à l'ouest et au sud par la rivière de l'Arzon, et au Nord et à l'Est par le ruisseau du Chambeyron.

## Protection environnementale
Des ZNIEFF et des sites Natura 2000 intègrent de près ou de loin la montagne :
- ZNIEFF 830007985 - Gorges de l'Arzon[6] ;
- ZNIEFF 830007470 - Haute vallée de la Loire[7] ;
- ZNIEFF 830020510 - Gorges de la Loire à Vorey[8] ;
- FR8301080 - Gorges de l'Arzon[9] ;
- FR8312009 - Gorges de la Loire[10].